# فرنتس سویکا
فرنتس سویکا (مجاری: Szojka Ferenc; ۷ آوریل ۱۹۳۱ – ۱۷ سپتامبر ۲۰۱۱) بازیکن فوتبال اهل مجارستان بود.
وی به‌همراه تیم ملی فوتبال مجارستان به مقام قهرمانی فوتبال در بازی‌های المپیک تابستانی ۱۹۵۲ و نایب قهرمانی جام جهانی فوتبال ۱۹۵۴ دست پیدا کرده‌است.